# Abiego
Abiego è un comune spagnolo di 237 abitanti situato nella comunità autonoma dell'Aragona.

Fa parte della comarca del Somontano de Barbastro.